# Steppin’ Out (Joe-Jackson-Lied)
Steppin’ Out (deutsch Ausgehen) ist ein Lied des englischen Musikers Joe Jackson, das 1982 auf seinem Album Night and Day erschien.
Das von Jacksons Zeit in New York City inspirierte Lied war seine Single mit der höchsten Platzierung in Amerika, wo es Platz 6 der Billboard Hot 100 erreichte. In Jacksons Heimat Großbritannien erreichte es die gleiche Position.

## Hintergrund

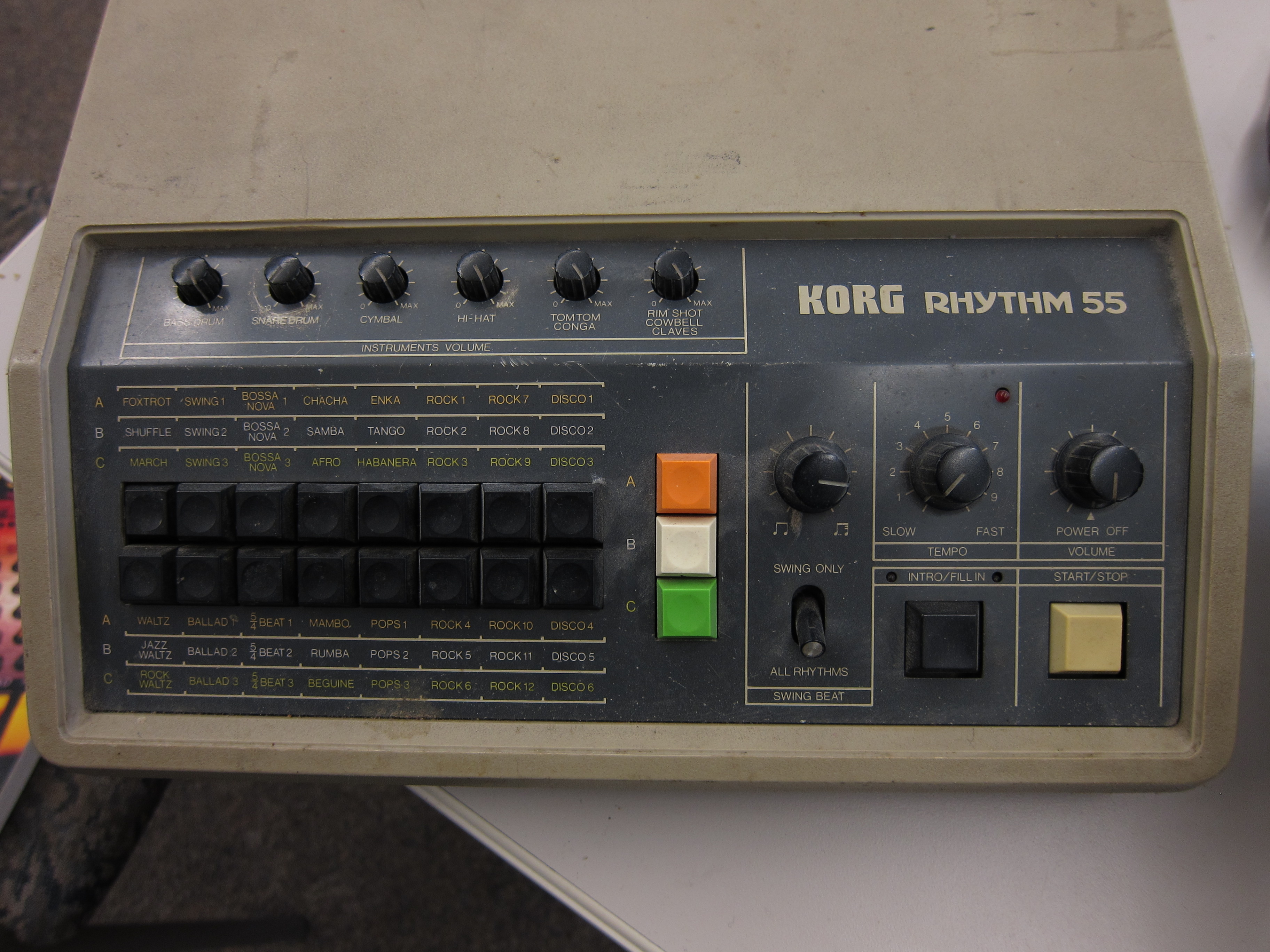
Korg Rhythm 55 Drumcomputer

In diesem Lied geht es um das abendliche Ausgehen in der Stadt und die Vorfreude darauf. Der Song wurde Anfang August 1982 als Single veröffentlicht und wurde Jacksons größter Hit in den Vereinigten Staaten, der vom 11. Dezember 1982 bis zum 1. Januar 1983 vier Wochen lang auf Platz 5 des Cashbox Magazins und auf Platz 6 der Billboard Hot 100 stand.
Der Song war Jacksons zweitgrößter Hit in den UK Singles Charts, nur It’s Different for Girls erreichte 1980 Platz 5 in Großbritannien.

Auf seiner Tournee 2019 erzählte Jackson, er habe alle Instrumente auf Steppin' Out selbst gespielt – Schlagzeuger Larry Tolfree ergänzte nur Snare-Drum und Becken; der Schlagzeug-Beat wurde mit einer Korg Rhythm 55 Drumcomputer aus dem Jahr 1979 programmiert, den Jackson auch auf der Tournee 2019 präsentierte und verwendete.

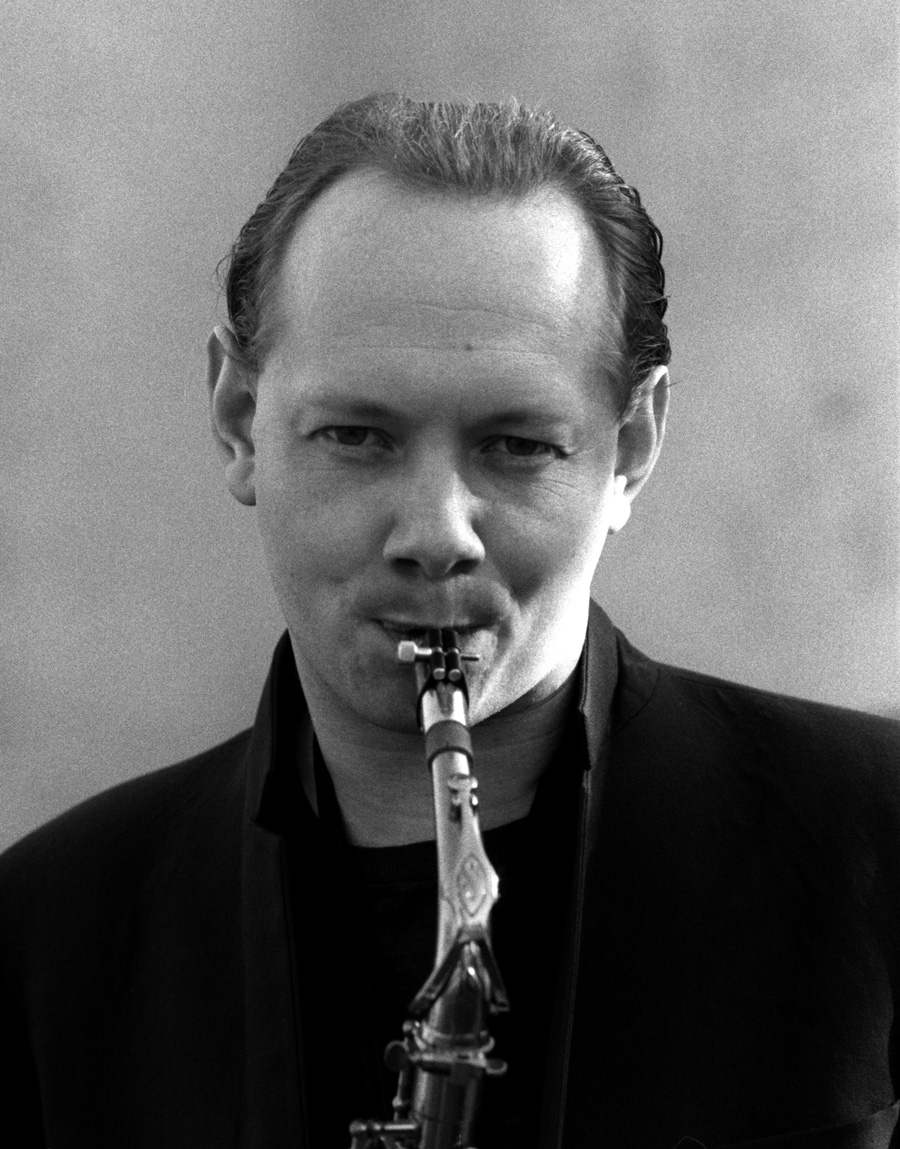
Joe Jackson (1982)

## Musikvideo
Beim Musikvideo führte Steve Barron Regie; es wurde im St. Regis Hotel in New York City im Sommer 1982 gefilmt. Die Story zeigt ein Zimmermädchen, das sich wie Aschenputtel fühlt. Für das Video wurde die kürzere Single-Version anstelle der vollständigen Album-Version verwendet.
Jackson wurde geraten, ein Video zu machen, was er auch tat, aber er war damit nicht zufrieden: „Der Rock ’n’ Roll verkommt zu einem großen Zirkus, und Videos und MTV sind ein großer Teil davon.“

## Rezeption
Der AllMusic-Kritiker Chris True lobte den Song als „eine Mischung aus einfachen Piano-Hooks, rudimentärer elektronischer Bearbeitung und klassischem Vokal-Pop, mit einer Rhythmus-Spur, die in ihrer Einfachheit malerisch und treibend genug ist, um Bilder der nächtlichen Großstadt hervorzurufen.“
Im Jahr 2015 setzte Pitchfork Media Steppin' Out auf Platz 153 seiner Liste „The 200 Greatest Songs of the 1980s“ und das Glide Magazine stufte es als Jacksons zweitbesten Song nach On Your Radio ein.
Steppin' Out erhielt 1983 zwei Grammy-Nominierungen für die Platte des Jahres und die beste männliche Pop-Gesangsdarbietung, verlor aber gegen Rosanna von Toto und Truly von Lionel Richie.
Es gibt 12 Coverversionen des Lieds, so 1992 von Hugh Masekela, 2008 von Stanley Jordan und 2010 Gabriella Cilmi.

## Besetzung
- Joe Jackson – Gesang, Klavier, Hammondorgel, Minimoog, Vibraphon, Drumcomputer-Programmierung
- Larry Tolfree – Schlagzeug